# باربرا فريدريك
باربرا فريدريك (بالإنجليزية: Barbara Friedrich)‏ هي رامية الرمح ‏ أمريكية، ولدت في 18 يناير 1949 في نيوآرك في الولايات المتحدة.

## وصلات خارجية
- باربرا فريدريك على موقع أوليمبيديا (الإنجليزية)